# Syntechna divisa
Syntechna divisa är en insektsart som först beskrevs av Walker, F. 1869.  Syntechna divisa ingår i släktet Syntechna och familjen vårtbitare. Inga underarter finns listade i Catalogue of Life.